# Sitdjehuti
Sitdjehuti (o Satdjehuti, también llamada Satibu; siglo XVI a. C.) fue una princesa y reina de la XVIII dinastía.

## Biografía
Sitdjehuti, cuyo nombre significa "Nacida de Thot", fue hija del faraón Senajtenra Ahmose y de la gran Esposa Real Tetisheri, y hermana del faraón Seqenenra Taa y de las reinas Ahmose-Inhapi y Ahhotep I. Fue esposa de su medio hermano Seqenenra Taa y le dio una hija llamada Ahmose. Una inscripción sobre su sarcófago la nombra como hija de Tetisheri y que su otro nombre era Satibu.

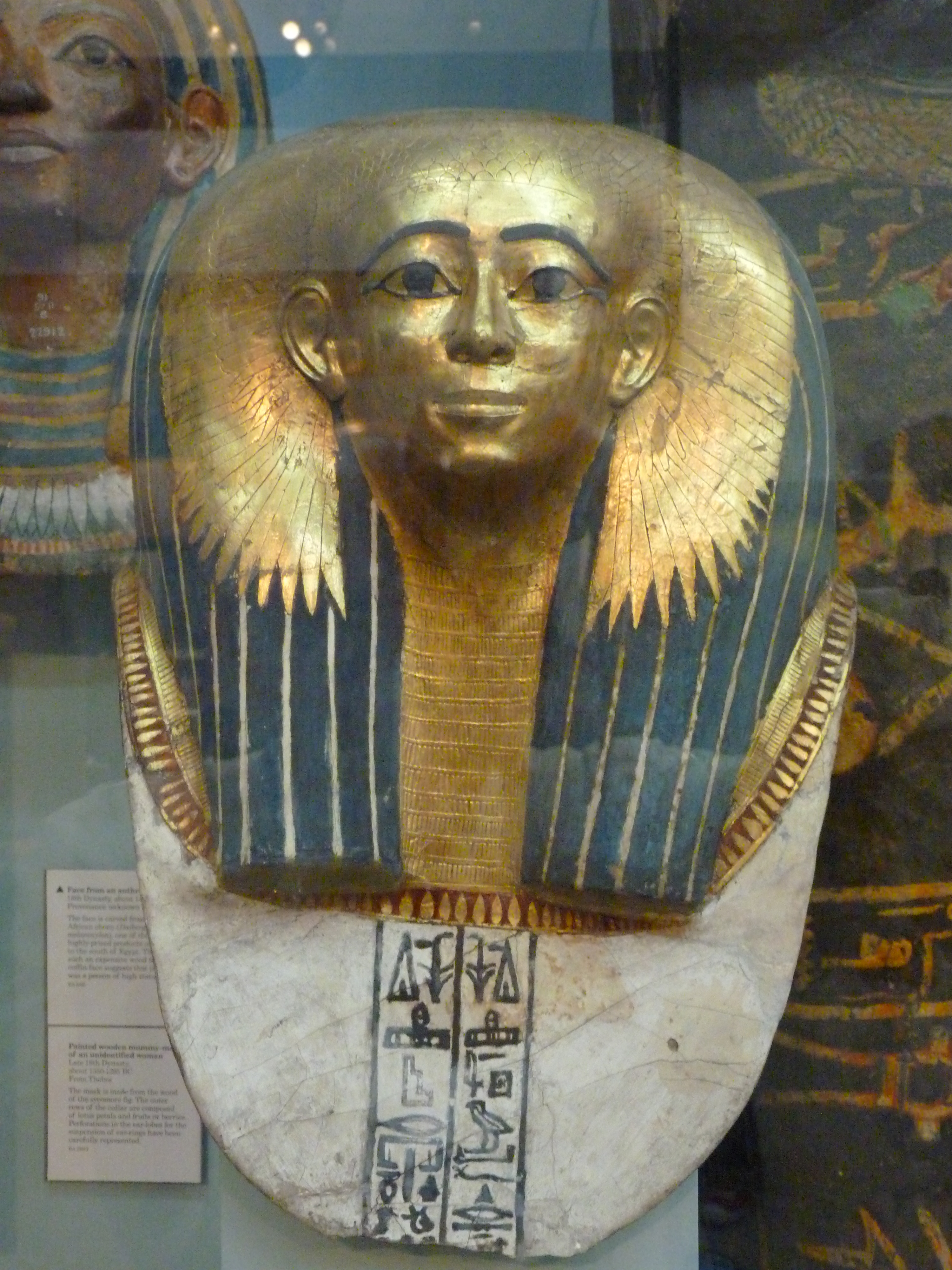
La máscara funeraria de la reina, en cartonaje dorado, expuesta en el Museo Británico.

## Títulos
Sitdjehuti tenía los títulos de Esposa del Rey, Hermana del Rey e Hija del Rey. Es mencionada sobre la mortaja de su hija Ahmose, cuyos títulos eran Hija del Rey y Hermana del Rey, descubierta en la tumba QV47 del Valle de las Reinas. Los títulos de la princesa Ahmose la identifican como hija de Seqenenra Taa y Sitdjehuti.

## Sepultura
La momia de la reina fue descubierta en 1820 junto con fragmentos de su sarcófago de oro, la máscara funeraria en cartonaje dorado, el amuleto del corazón en forma de escarabajo y las vendas de lino donadas por su sobrina nieta, la gran reina Ahmose-Nefertari. En ellas aparece escrito el texto: 

"Dado en favor de la esposa del dios, la esposa del rey y la madre del rey Ahmose Nefertari que viva, así Satdjehuti."

 
La tapa del sarcófago de Sitdjehuti se encuentra en Múnich, y su máscara funeraria en el Museo Británico (EA 29770) de Londres.